# Charlotte Garske

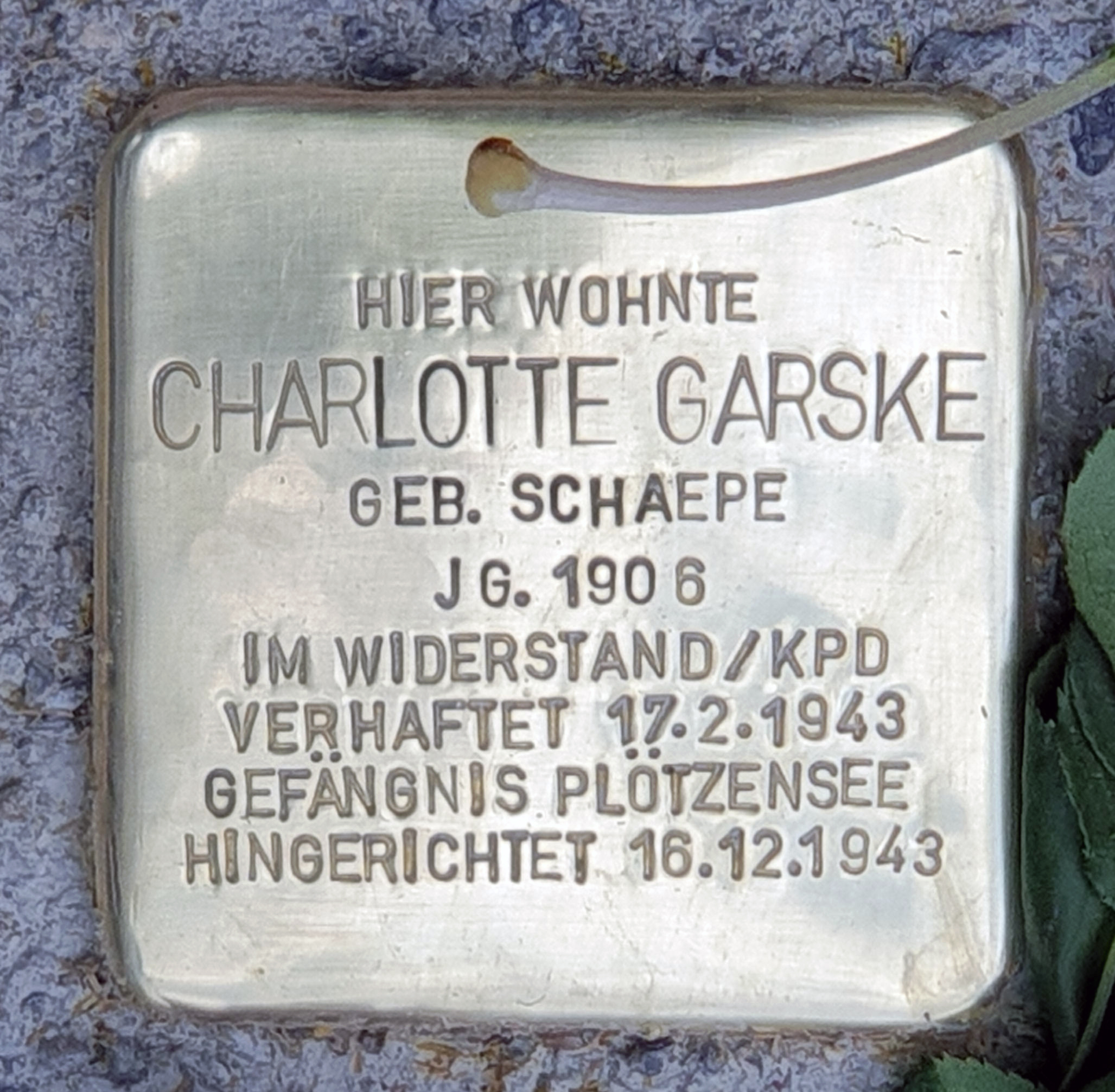
Stolperstein am Haus, Köpenicker Straße 48, in Berlin-Mitte

Charlotte Garske (* 4. Dezember 1906 in Berlin; † 16. Dezember 1943 in Berlin-Plötzensee) war eine deutsche Kommunistin und Widerstandskämpferin gegen den Nationalsozialismus.

## Leben

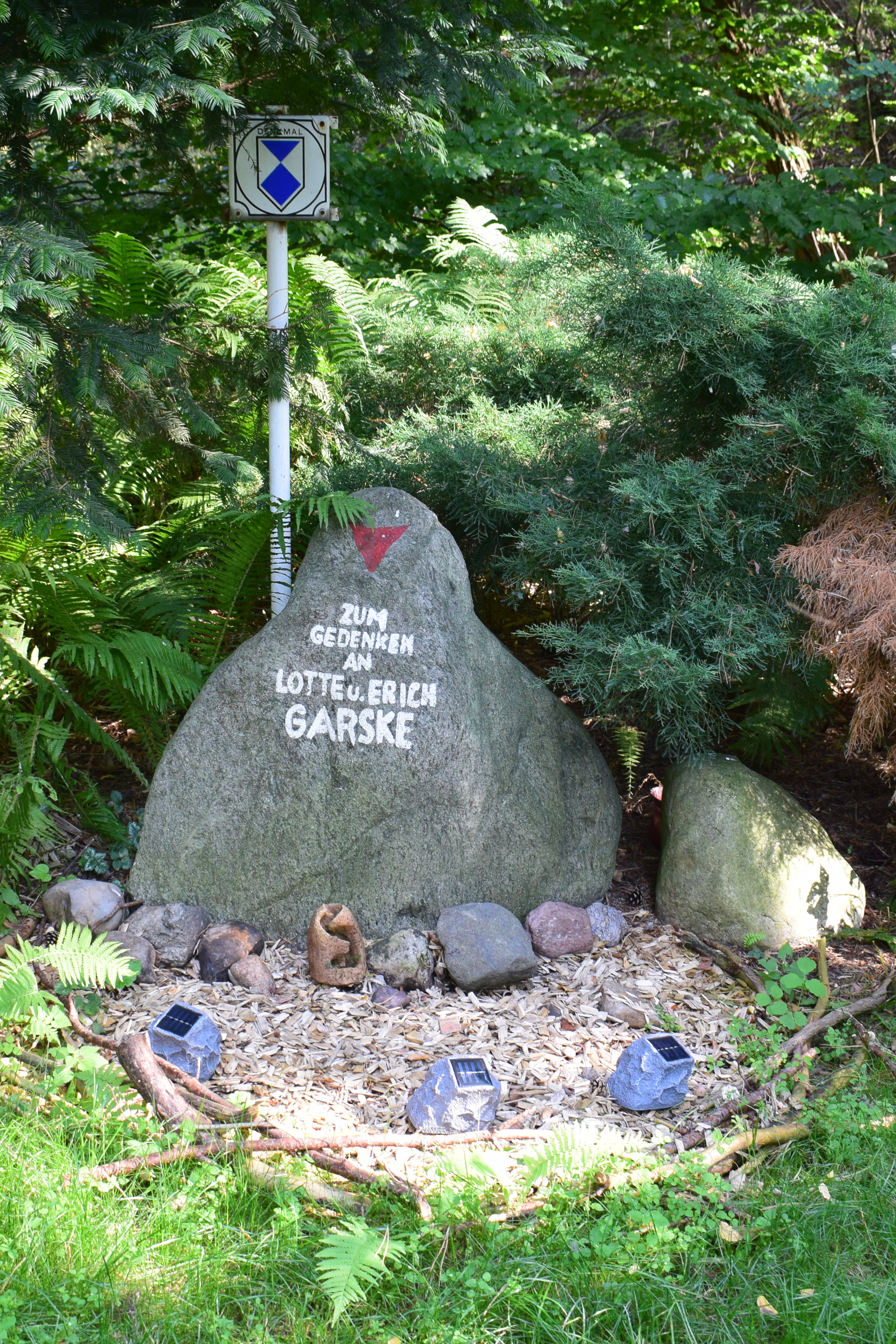
Gedenkstein am Springsee

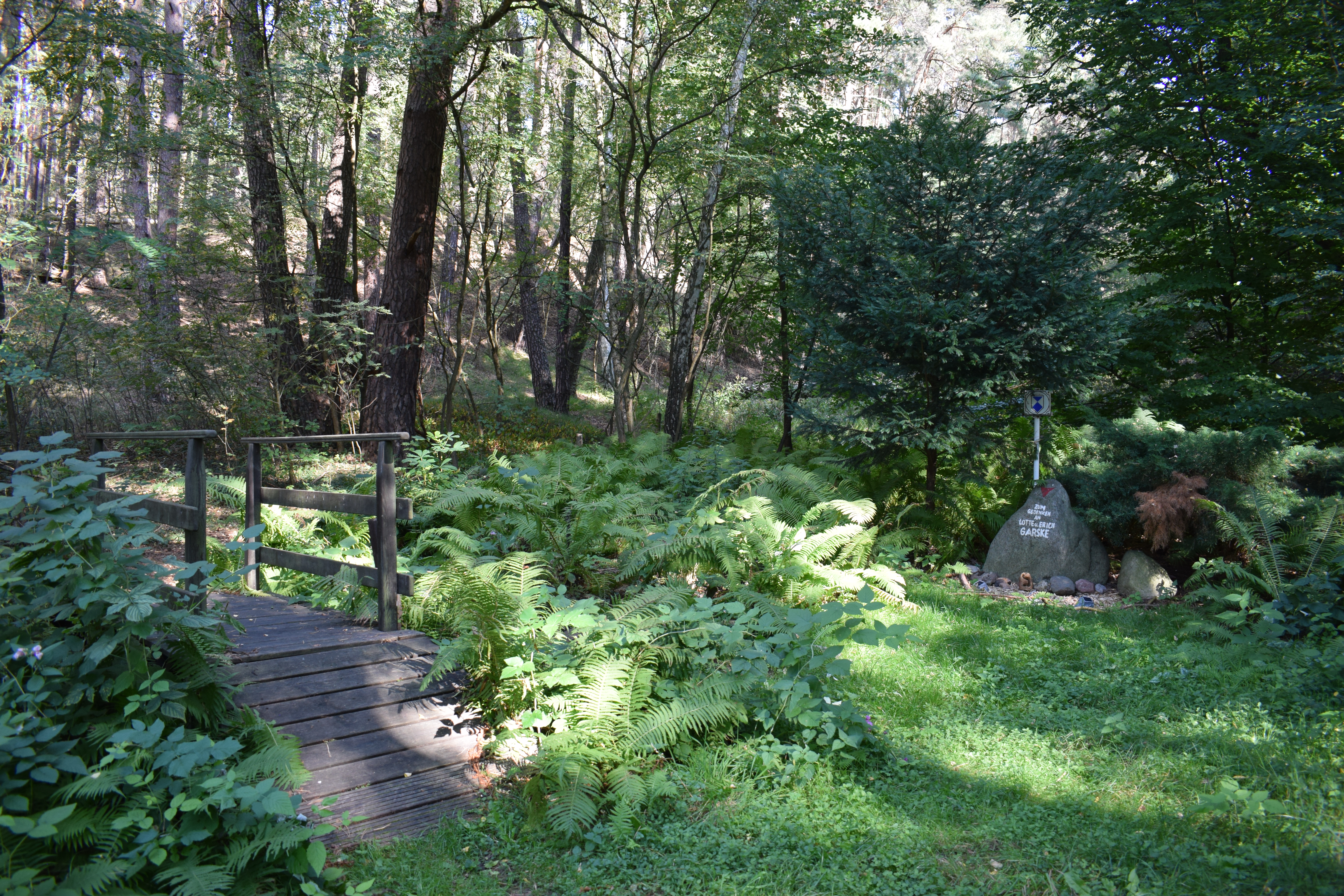
Standort des Steins an der „Kleinen Springseequelle“

Die als Charlotte Schaepe geborene Kontoristin heiratete den Bauzeichner Erich Garske 1933 in zweiter Ehe. Ihre erste Ehe, die sie 1926 einging und aus der ein Kind hervorging, wurde 1930 geschieden.
Charlotte Garske war Mitglied der KPD und fungierte unter anderem als Kurier für Willi Seng. Weiterhin stellte sie gemeinsam mit ihrem Mann ihre Wohnung in Berlin-Mitte Mitgliedern der KPD zur Verfügung, darunter Eugen Schwebinghaus und Wilhelm Knöchel. Außerdem unterstützten sie die Arbeit Knöchels bei der Herstellung der illegalen Zeitschrift Der Friedenskämpfer. Garske reiste als Kurierin Knöchels unter anderem nach Wuppertal und organisierte auch Straßentreffs Knöchels in Berlin. Dort wurde das Ehepaar Garske, gemeinsam mit Wilhelm Knöchel am 30. Januar 1943 von der Gestapo verhaftet. Charlotte Garske wurde am 9. November 1943 vom Volksgerichtshof in Berlin zum Tode verurteilt und am 16. Dezember 1943 – drei Tage nach ihrem Mann – in Berlin-Plötzensee hingerichtet.

## Gedenkstein
Im Ortsteil Limsdorf der brandenburgischen Stadt Storkow erinnert ein Feldstein an das Ehepaar Garske. Der Stein ist in der Liste der Storkower Denkmale eingetragen. Der Stein wurde bereits 1944 von Freunden des Ehepaares am Springsee, an dem die Garskes öfter zelteten, aufgestellt. Ein derart frühes, noch während der NS-Diktatur aufgestelltes Widerstandsdenkmal ist für Brandenburg einzigartig. Der einfache, rund einen halben Meter hohe Findling trägt die schlichte Inschrift: Zum Gedenken an Lotte und Erich Garske.
Der Stein befindet sich rund einhundert Meter über dem Ostufer des Springsees am Nordrand des „Naturcampingplatzes am Springsee“ und noch auf dessen Gelände am Ende einer kleinen Wiese/Lichtung, die sich entlang der „Kleinen Quelle“ erstreckt. Das kleine Rinnsal ist eines der beiden Fließe, die als „Große und Kleine Springseequelle“ als Naturdenkmal ausgewiesen sind. Die Lage des Steins kennzeichnet eine hohe Stange mit der weiß-blauen Denkmalplakette obenauf.
Im Rahmen einer Veranstaltung im Naturpark Dahme-Heideseen zum Tag des offenen Denkmals am 8. September 2013 wurde der Gedenkstein freigestellt und restauriert.

## Gedenken
Am 9. Mai 2025 wurde an ihrem ehemaligen Wohnort, Berlin-Mitte, Köpenicker Straße 48, eine Stolperstein verlegt.